# سیارک ۳۷۰۲۲
سیارک ۳۷۰۲۲ (به انگلیسی: 37022 Robertovittori، نامگذاری:2000UT1) سی و هفت هزار و بیست و دومین سیارک کشف شده‌است که در ۲۲ اکتبر ۲۰۰۰ کشف شد.